# 荒川岳

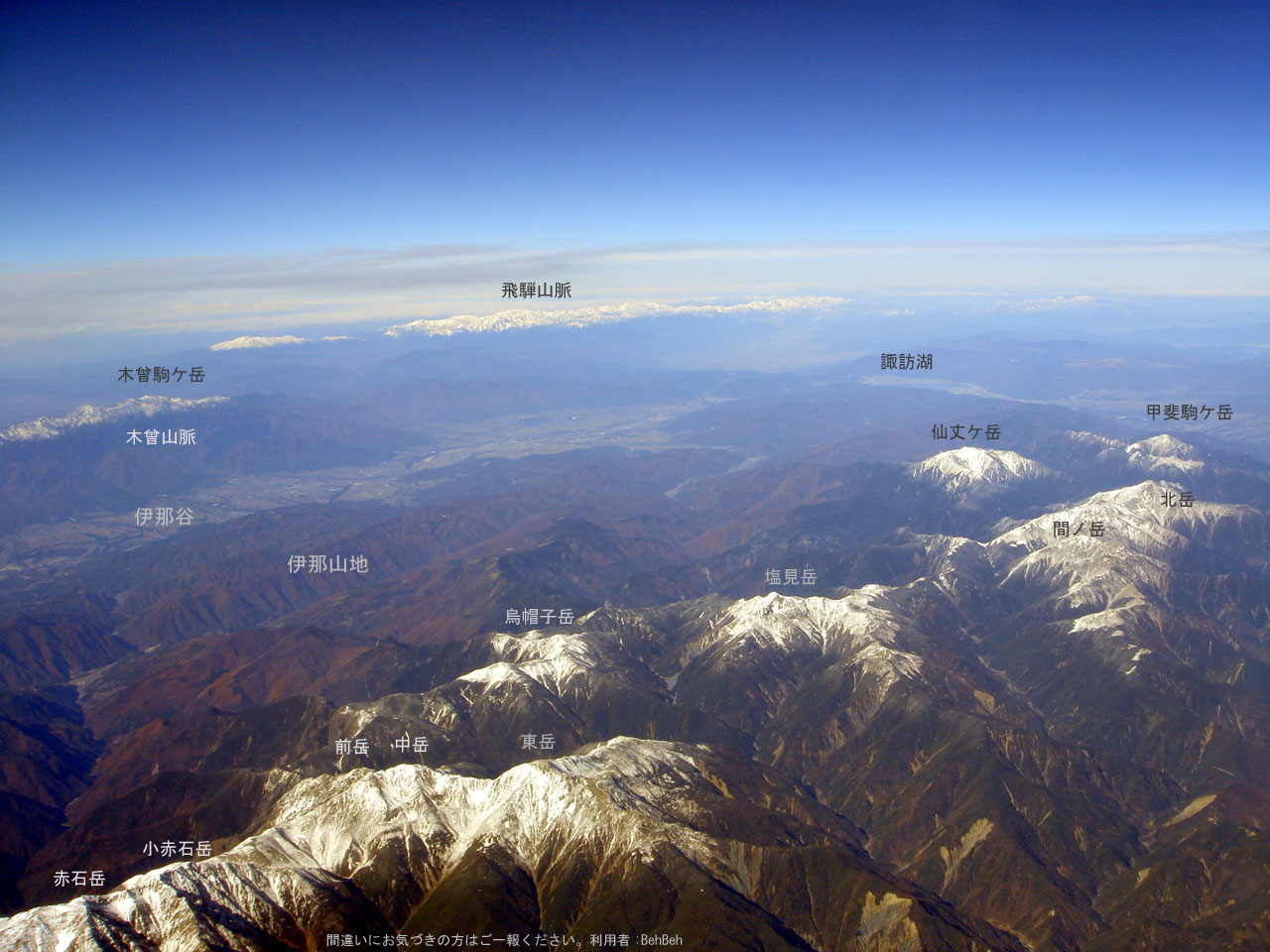
中央下に荒川岳（前岳・中岳・東岳）

荒川岳（あらかわだけ）は、南アルプス国立公園内の赤石山脈（南アルプス）中央部にある前岳、中岳、悪沢岳（東岳）の3つの山の総称である。

## 概要
荒川岳は別名荒川三山とも呼ばれる、いくつかのピークの集合体である。「三山」と呼ぶ場合は以下の3つを指す（以下、西から東への位置順に記す）。
- 前岳（荒川前岳） 標高3,068 m
- 中岳（荒川中岳） 標高3,084 m[1][注釈 1]
- 悪沢岳（別名東岳または荒川東岳）標高3,141 m 日本第6位の高さである。

さらに、その東側に位置する以下の2つの小ピークも荒川岳の一部分である。
- 丸山 標高3,032 m
- 千枚岳 標高2,880 m

中岳と千枚岳には三角点があり、その最高峰は悪沢岳である。
三山のうち中岳と前岳は距離が300 mと近接し、最低鞍部との標高差も20から30 mほどしかない。この二山と悪沢岳は距離も1 kmほど離れ、最低鞍部との標高差も180から240 mほどあるが、三山全体と、南北に連なる赤石岳・小河内岳との間の標高差が小河内岳側で約700 m・赤石岳側で約380 mと大きいため、三山全体で一つのまとまりをなした山と見ることができる。
荒川岳一帯には氷河によって削られた地形であるカール（圏谷）が数多く見られる。上部は森林限界のハイマツ帯で、非常に多くの高山植物が自生しライチョウの生息地となっている。カールの中腹や底は、いずれも大規模な高山植物のお花畑となっており、特に中岳、前岳から荒川小屋に下る斜面では、規模の大きなお花畑の真ん中を登山道が通っているため、盛夏には花のじゅうたんに囲まれながらの登山を楽しむことができる。

## 山名について
山全体として「荒川岳」ないし「荒川三山」と呼ばれることについては色々な議論がある。
まず、荒川三山という名称については、中岳と前岳を別の山とするのは無理で、三山と呼ぶのは妥当性を欠くという見解がある。深田久弥の『日本百名山』によれば、古い記録には「赤石山ハ絶頂三岐シ、荒川・鍋伏・赤石岳ノ三連峰ヨリ成レル」とあるという。深田の推測では、このうち「鍋伏」が悪沢岳に、「赤石岳」が赤石岳に、「荒川」が前岳・中岳に該当すると考えられる。これに従えば、現在の荒川三山は二つの山として数えられていることになる。
また、この山全体を「荒川岳」と呼ぶことについては、最高峰の「悪沢岳」を重視すべきだ、という議論もある。例えば、深田が日本百名山に数えているのは、「荒川岳」ではなく「悪沢岳」である。悪沢岳の頂上には、静岡県により「荒川東岳」の標識が立てられているが、深田はあえてこれを「悪沢岳」と呼ぶことを推奨している。そもそも「荒川岳」という名前は、荒川前岳が小渋川の支流の荒川の源頭にあたることからつけられた名称であり、荒川流域になく完全に静岡県内に入る悪沢岳を含めた全体の名称としては、長野県側からの視点に偏っている。上述の古記録でも、「荒川」という名称は今日の前岳・中岳にのみ当てはめられており、悪沢岳には「鍋伏」という別の名前が与えられている。こうしたことから考えると、本来、前岳・中岳のみに与えられた名称を、より高く立派な悪沢岳に当てはめるのは本末転倒であり、主峰の悪沢岳は独自の名前によって呼ばれるべきだ、というのがその根拠である。
なお、本項に説明した荒川岳の他、塩見岳の北方に延びる仙塩尾根の稜線上に北荒川岳（標高2,698 m）がある。ただし、この北荒川岳は、本項の荒川岳と対にしてつけられた「北『荒川岳』」ではなく、三峰川の支流、北荒川の源頭に位置することからつけられた「『北荒川』岳」であり、本項の荒川岳と山名上の関連はない。

## 歴史
- 1909年（明治42年）7月に、小島烏水・中村清太郎ほか日本山岳会のメンバーが記録上の初登頂[4]。悪沢岳山頂には当時人跡があり、祠がまつられていたというから、それ以前から登られていたとされている。
- 1928年（昭和3年）3月28日に、慶應義塾大学の山岳会のメンバー国分貴一らが、小渋温泉から冬期初登頂。
- 1939年（昭和14年）6月1日に、南アルプス国立公園に指定された[5]。
- 1972年（昭和47年）に、大幹線林道東俣線が二軒小屋ロッジまでの区間が開通して、荒川岳へのアプローチが以前と比べて容易となった[6]。

## 登山

### 登山ルート
- 南アルプス縦走ルート - 赤石山脈の主稜線に沿った登山道。北側からは塩見岳、三伏峠、小河内岳、高山裏避難小屋を経て、荒川前岳に至る。南側からは赤石岳、大聖寺平（だいしょうじだいら）、荒川小屋を経て荒川前岳に至る。
- 二軒小屋ロッジからの西尾根のルート - 二軒小屋から、千枚岳、丸山、悪沢岳、荒川中岳を経て荒川前岳に至る。
- 椹島（さわらじま）ロッジからのルート - 椹島ロッジから千枚岳の南尾根の清水平、蕨段、駒鳥池を通り、千枚小屋を経て、千枚岳で二軒小屋からのルートに合流する。
- 赤石岳東尾根からのルート - 椹島ロッジから赤石岳東尾根（大倉尾根）の赤石小屋、富士見平、ラクダの背を経て赤石山脈の主稜線に合流する。
- 小渋川からのルート - 天竜川支流の小渋川を何度も渡渉し、広河原小屋、船窪を経て、赤石山脈の主稜線の大聖寺平に合流する。

この山域は特種東海製紙の所有地が多く、以前は樹林帯で大規模な伐採が行われていたため、かなり標高の高い地域まで林道が延びている。

### 周辺の山小屋
山小屋は、登山口の椹島に椹島ロッジ、二軒小屋に二軒小屋ロッジ、千枚岳直下に千枚小屋、荒川岳と赤石岳の鞍部に荒川小屋があるほか、中岳山頂付近に中岳避難小屋があり、夏期には管理人が常駐し簡単な食品と寝具の提供を行っている。前述のとおり、特種東海製紙の社有地が多いため、その子会社である特種東海フォレストの経営する山小屋が多い。また、登山口までのリムジンバスも特種東海フォレストの運行で、名目上は特種東海フォレスト経営の各宿泊施設の「送迎バス」という扱いになっている。
| 名称           | 所在地                                 | 収容 人数 | キャンプ 指定地 | 備考 |
| -------------- | -------------------------------------- | --------- | --------------- | ---- |
| 中岳避難小屋   | 荒川中岳東側の山頂直下                 | 30人      |                 |      |
| 千枚小屋       | 千枚岳の南東                           | 100人     | テント30張      |      |
| 荒川小屋       | 荒川前岳と小赤石岳との鞍部             | 100人     | テント30張      |      |
| 高山裏避難小屋 | 板屋岳と荒川前岳との鞍部               | 20人      | テント20張      |      |
| 広河原小屋     | 小渋川の最上部の大聖寺平への尾根の取付 | 30人      | テント5張       | 無人 |
| 赤石小屋       | 赤石岳の東尾根の富士見平の下           | 100人     | テント15張      |      |
| 椹島ロッジ     | 大井川の東俣林道の標高1,120 m          | 200人     | テント20張      |      |
| 二軒小屋ロッジ | 大井川の東俣林道の標高1,390 m          | 32人      | テント20張      |      |

大部分の山小屋で、営業期間外は緊急避難用として一部が開放されている。

## 地理

### 周辺の山
荒川前岳は赤石山脈の主稜線上にあり、そこから東へ延びる尾根に荒川中岳、悪沢岳（東岳）、丸山、千枚岳がある。千枚岳からは東にマンノー沢頭を経由して大井川の河畔にある二軒小屋ロッジ方面へと尾根が延び、南に千枚小屋、駒鳥池、蕨段、清水平を経て椹島ロッジ方面へ延びる尾根がある。

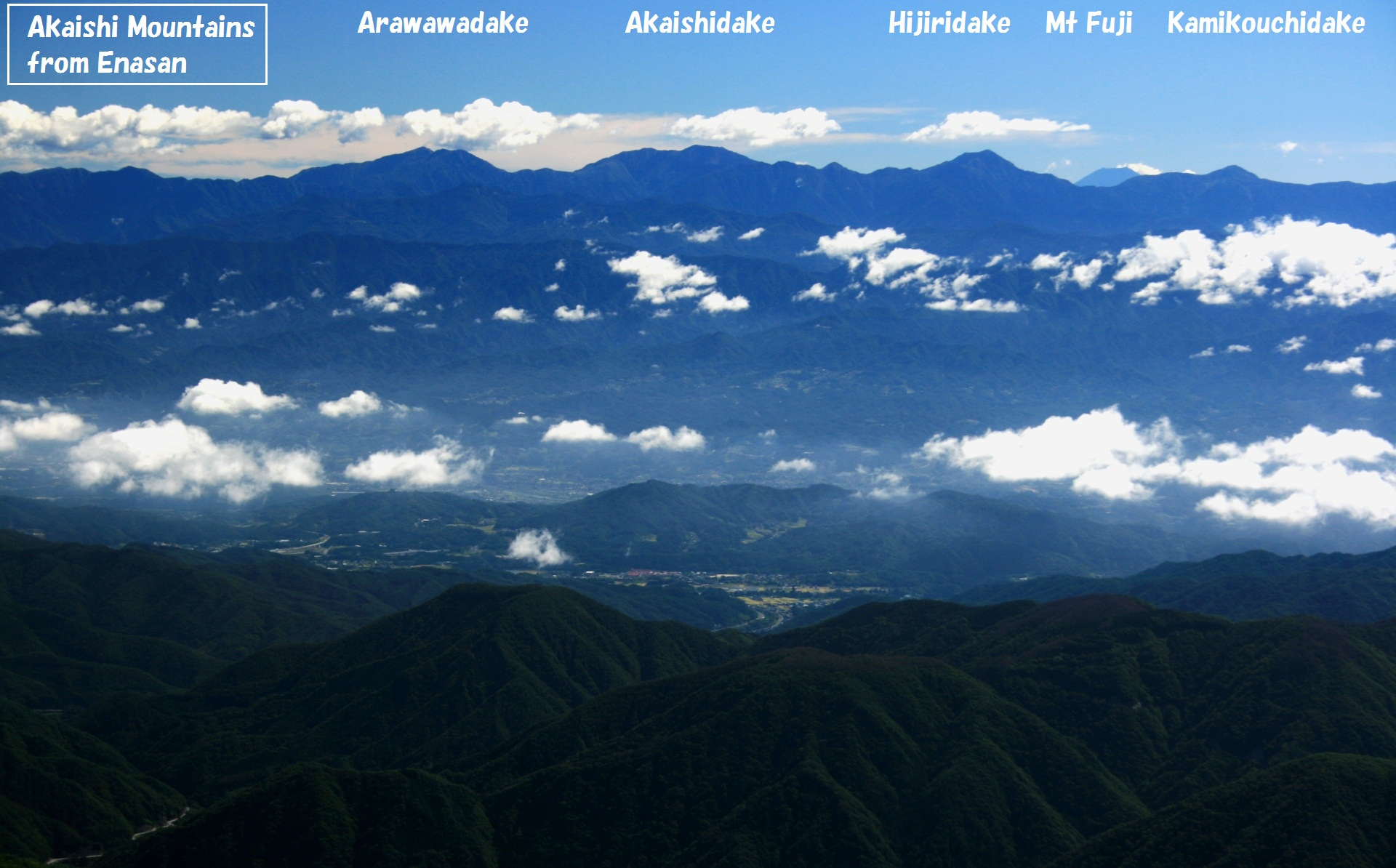
恵那山から望む荒川岳周辺の山と富士山

| 山容 | 名称     | 標高 (m) | 三角点 | 荒川中岳との 距離 (km) | 備考                        |
| ---- | -------- | -------- | ------ | ---------------------- | --------------------------- |
|      | 塩見岳   | 3,046.86 | 二等   | 8.7                    | 日本百名山                  |
|      | 小河内岳 | 2,801.56 | 二等   | 4.7                    |                             |
|      | 千枚岳   | 2,879.82 | 三等   | 2.8                    |                             |
|      | 丸山     | 3,032    |        | 2.1                    |                             |
|      | 悪沢岳   | 3,141    |        | 1.5                    | 荒川三山の最高点 日本百名山 |
|      | 荒川中岳 | 3,083.22 | 三等   | 0                      |                             |
|      | 荒川前岳 | 3,068    |        | 0.4                    |                             |
|      | 赤石岳   | 3,120.06 | 一等   | 4.0                    | 日本百名山                  |
|      | 富士山   | 3,775.63 | 二等   | 53.1                   | 日本百名山                  |

### 源流の河川
源流となる以下の河川は、太平洋へ流れる。
- 西沢、奥西河内（大井川の支流）
- 小渋川（天竜川の支流）[7]

### 交通・アクセス
長野県側（小渋川）
- 最寄りの駅はJR東海飯田線の伊那大島駅である。
- 最寄りのインターチェンジは、中央自動車道松川インターチェンジである。

静岡県側（畑薙第一ダム）
- 最寄りの駅は大井川鉄道井川線の井川駅で、畑薙第一ダム行きのバスが利用できる。
- 最寄りのインターチェンジは、新東名高速道路新静岡インターチェンジである。

## 荒川岳の風景

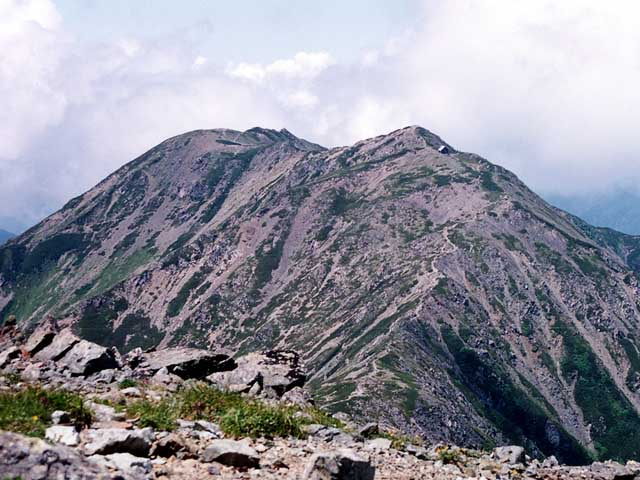
悪沢岳から望む前岳（左）と中岳（右）
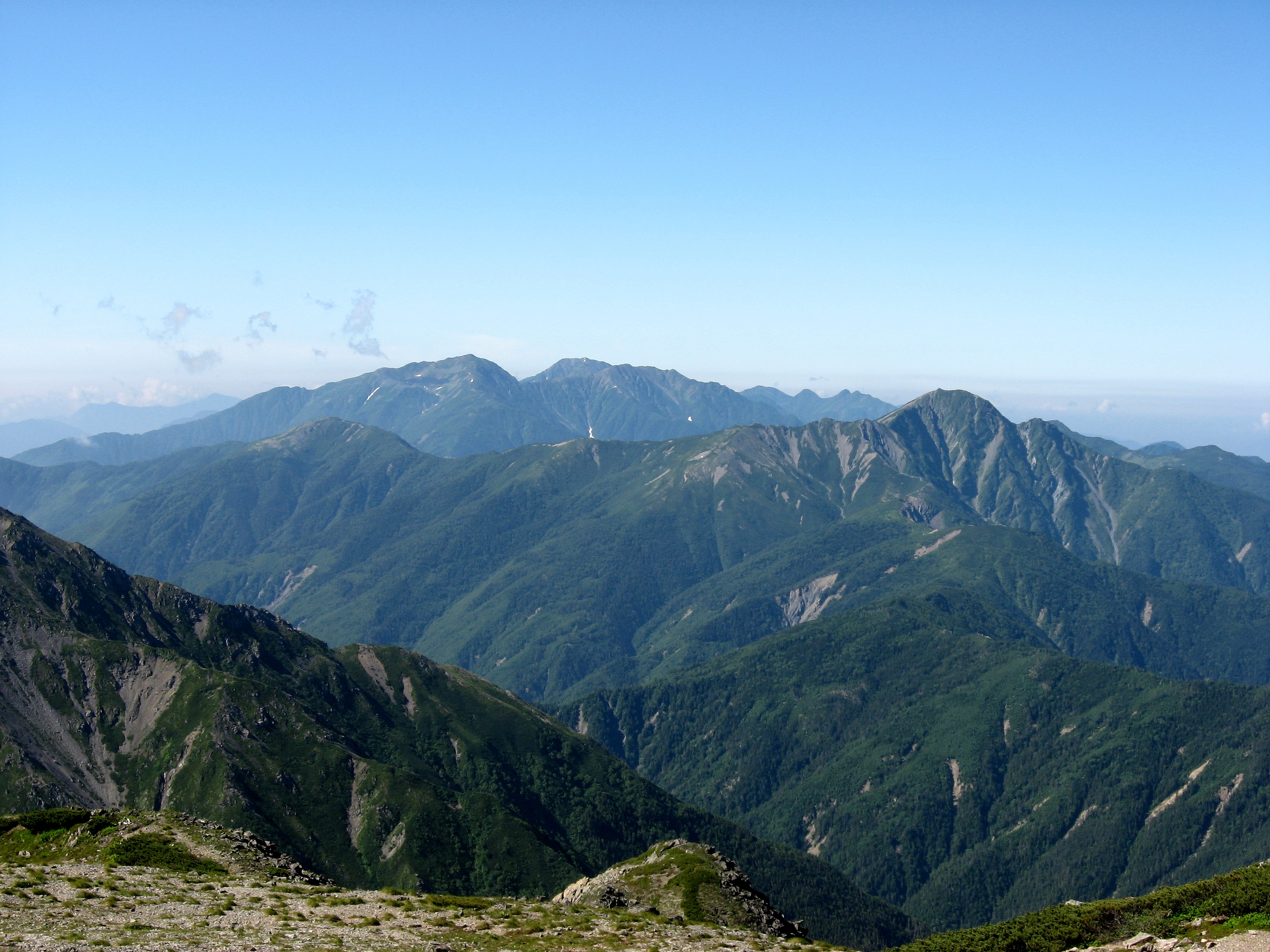
間ノ岳から望む荒川三山（左）と塩見岳（右）
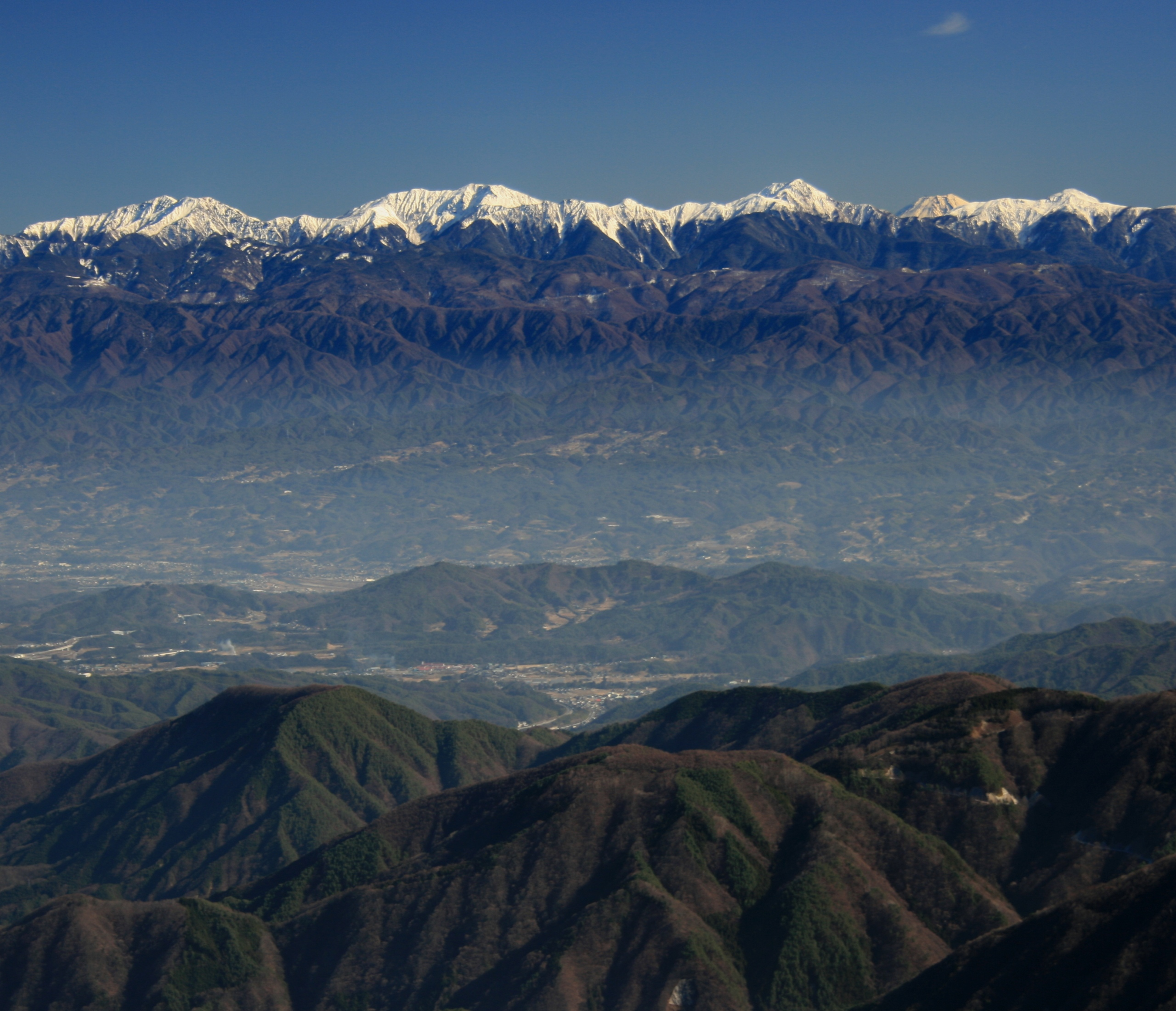
恵那山から望む荒川岳から上河内岳へと続く稜線
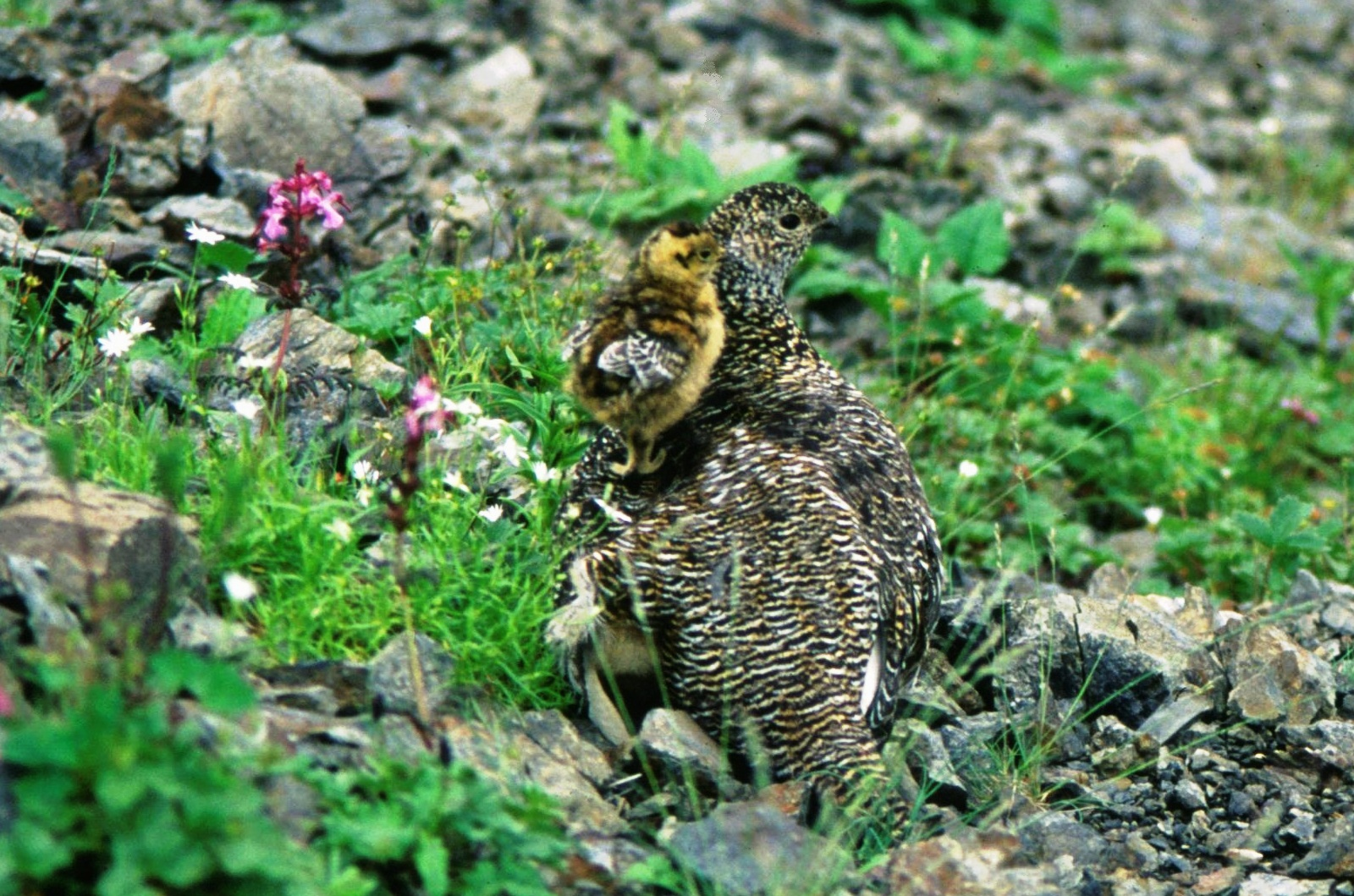
周辺のハイマツ帯ではライチョウが生息している
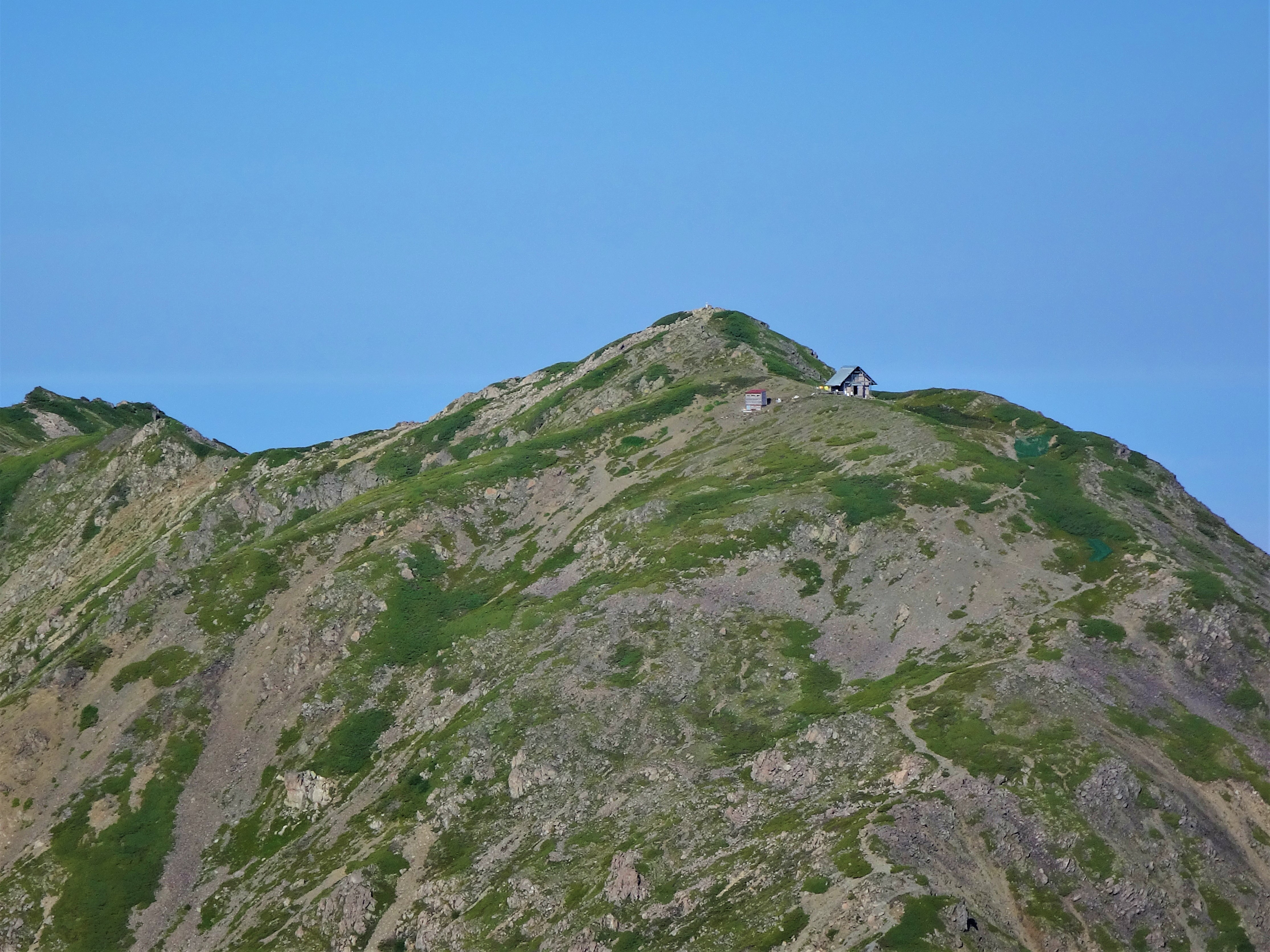
東岳（悪沢岳）から見た中岳
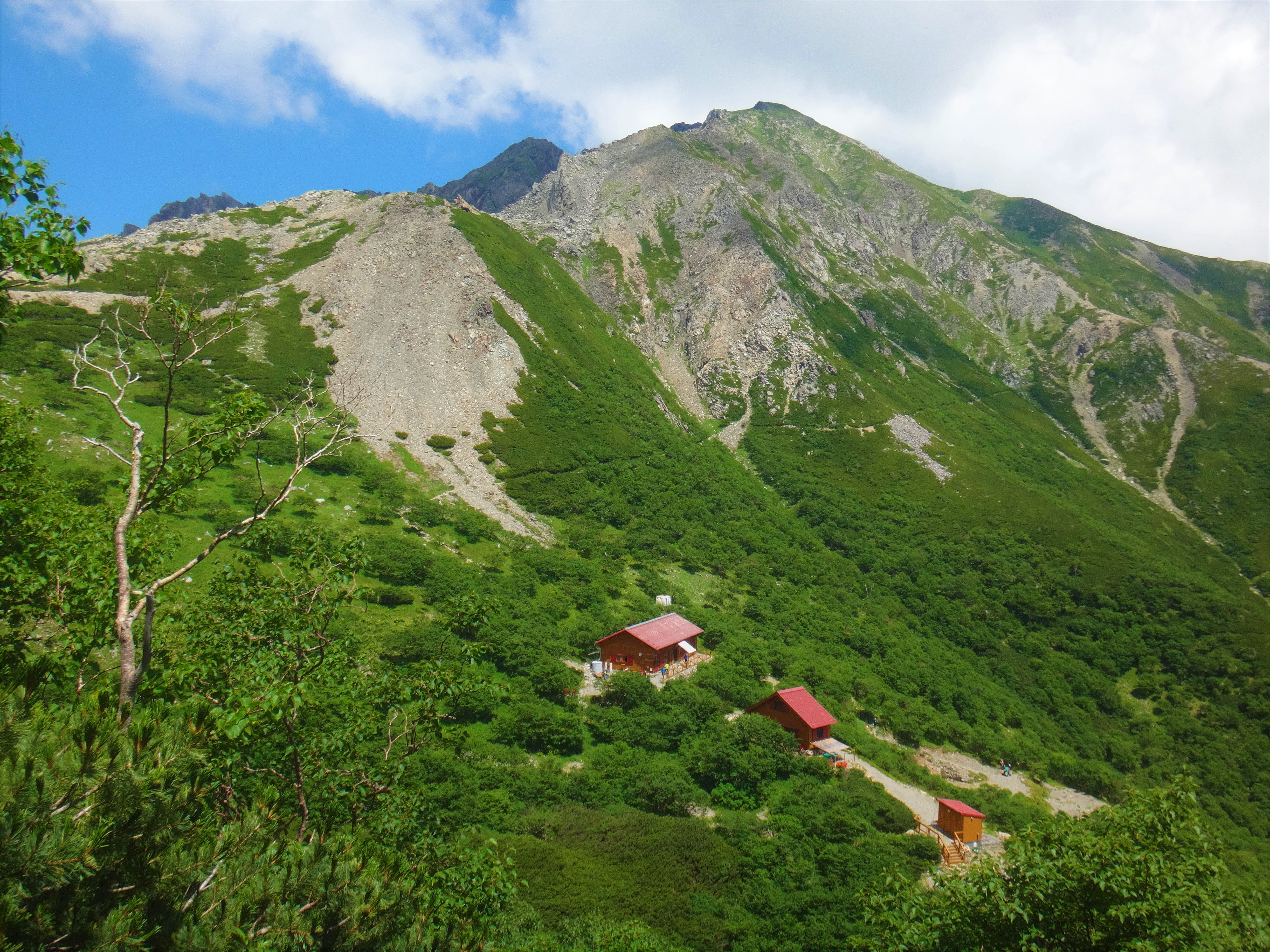
荒川小屋と荒川岳

## 荒川岳の植物

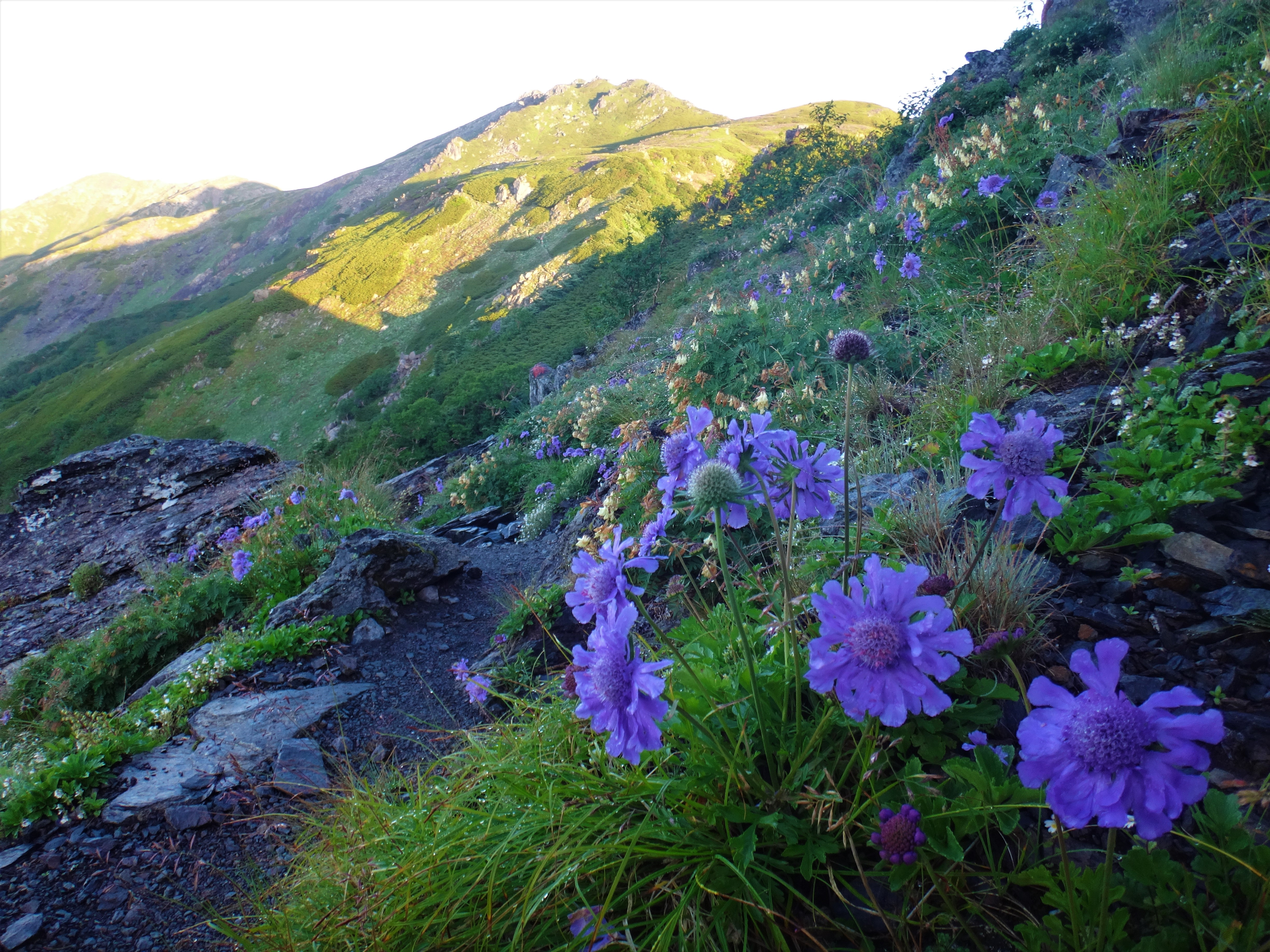
悪沢岳のマツムシソウ
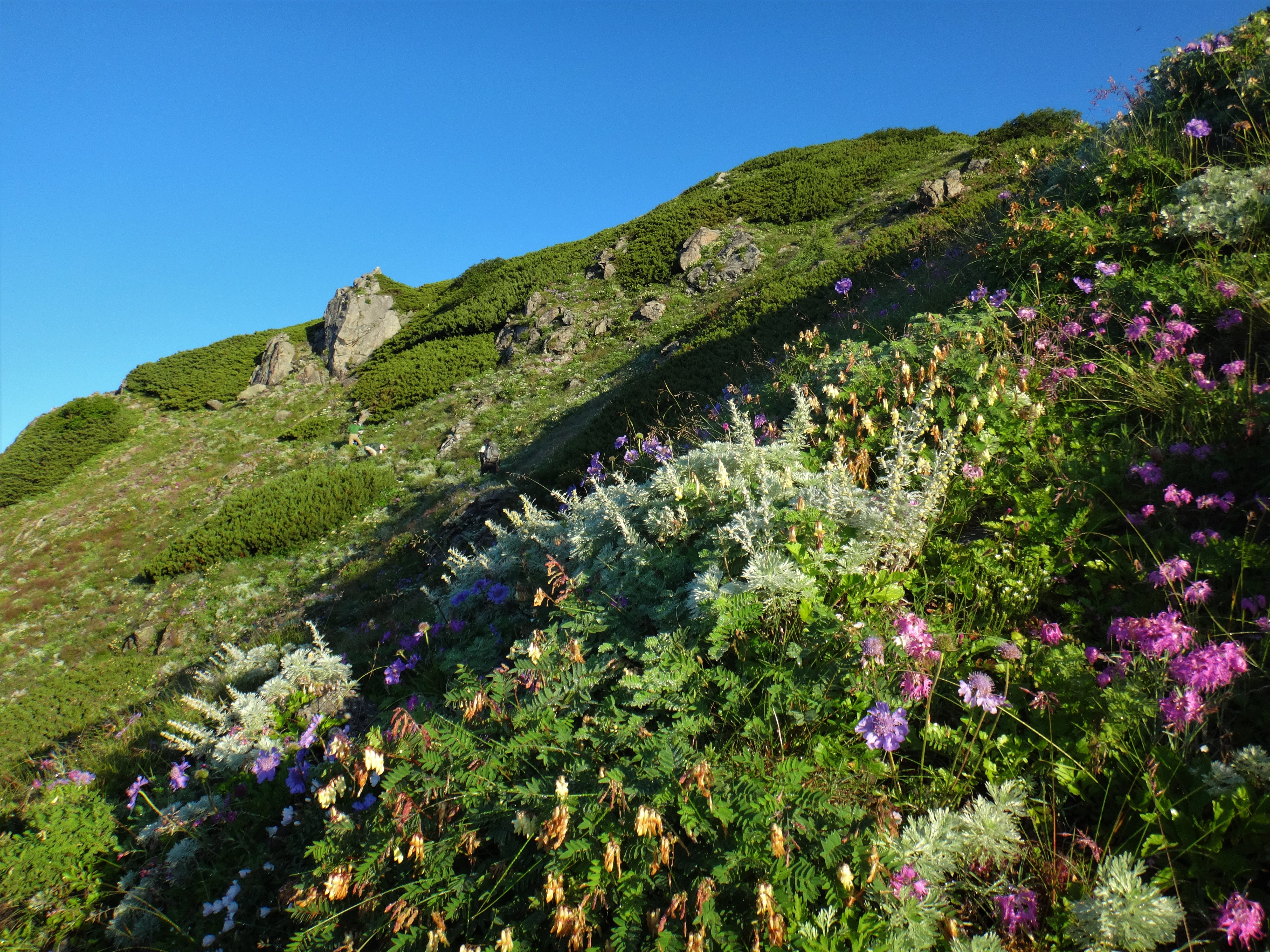
悪沢岳のアサギリソウやマツムシソウ
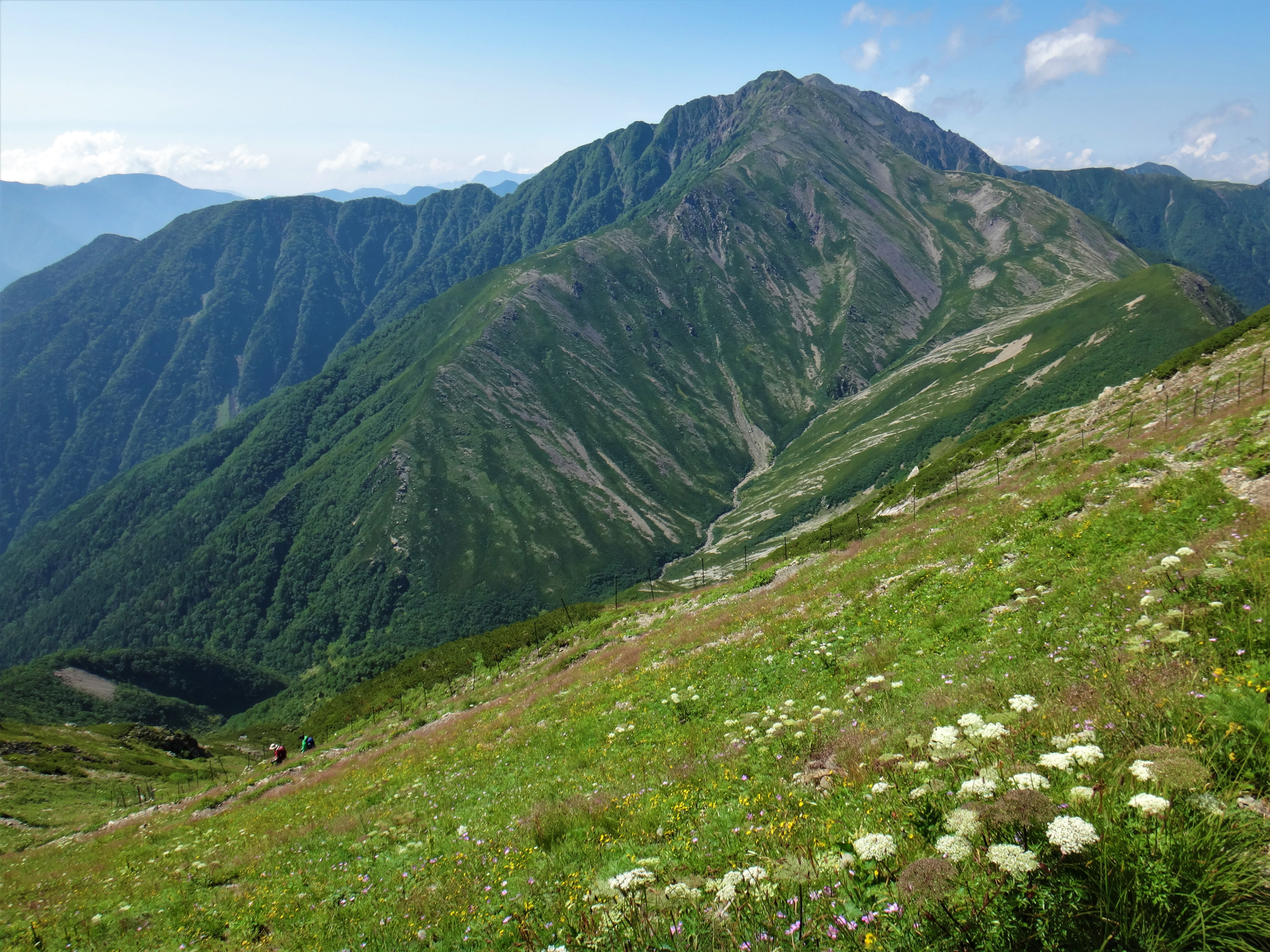
お花畑にてミヤマシシウドと赤石岳
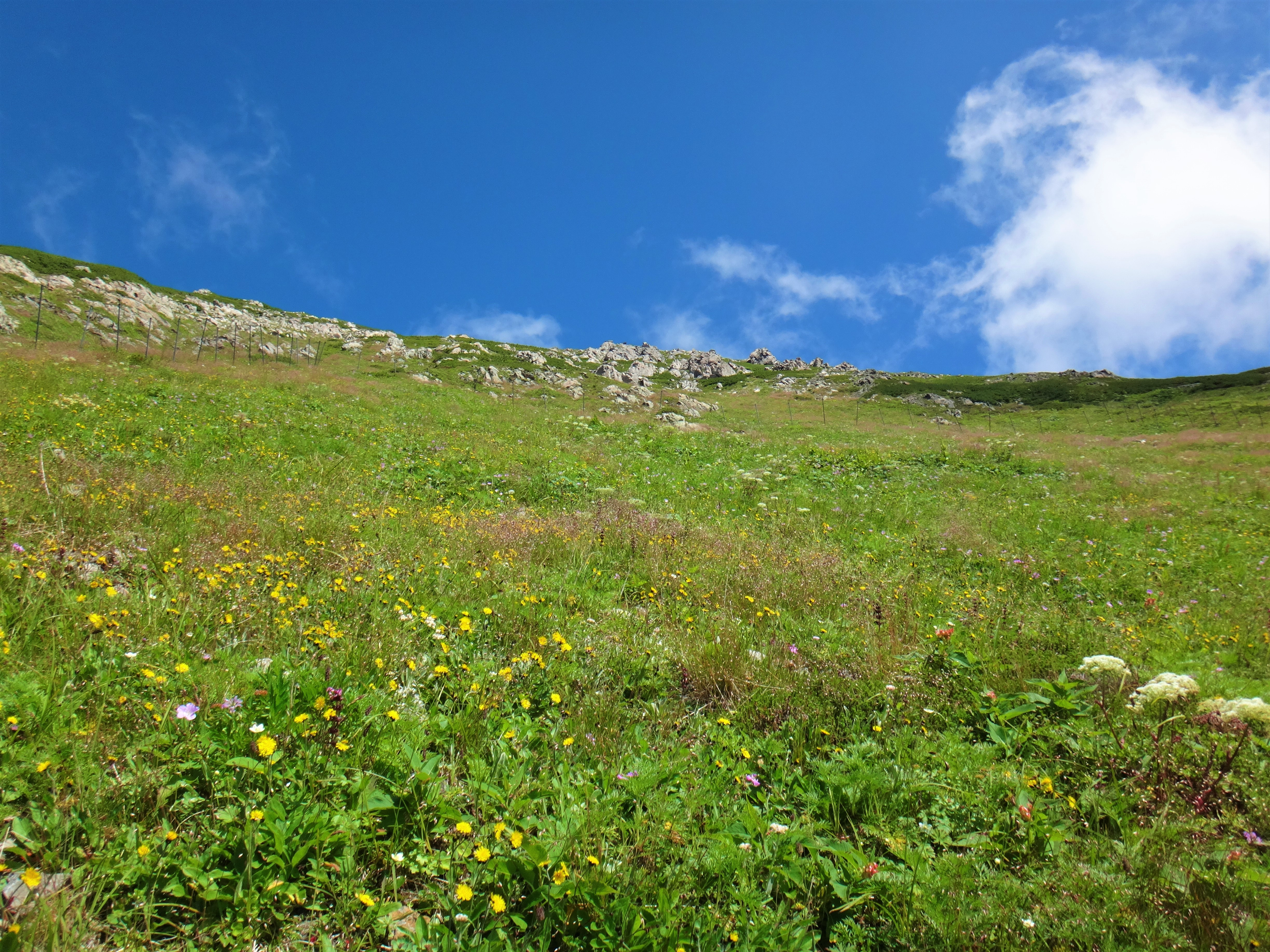
悪沢岳のお花畑
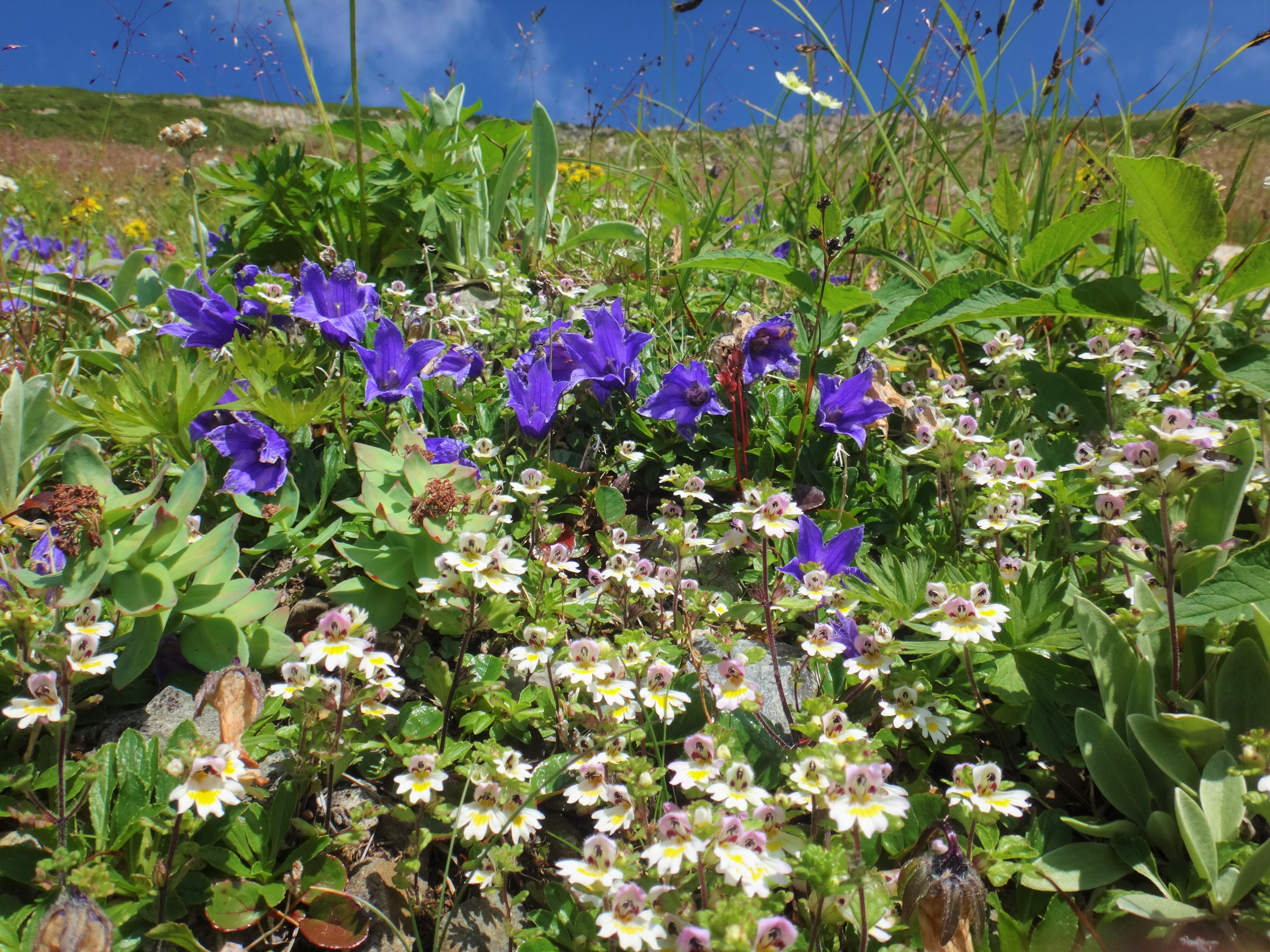
悪沢岳のチシマギキョウとヒメコゴメグサ
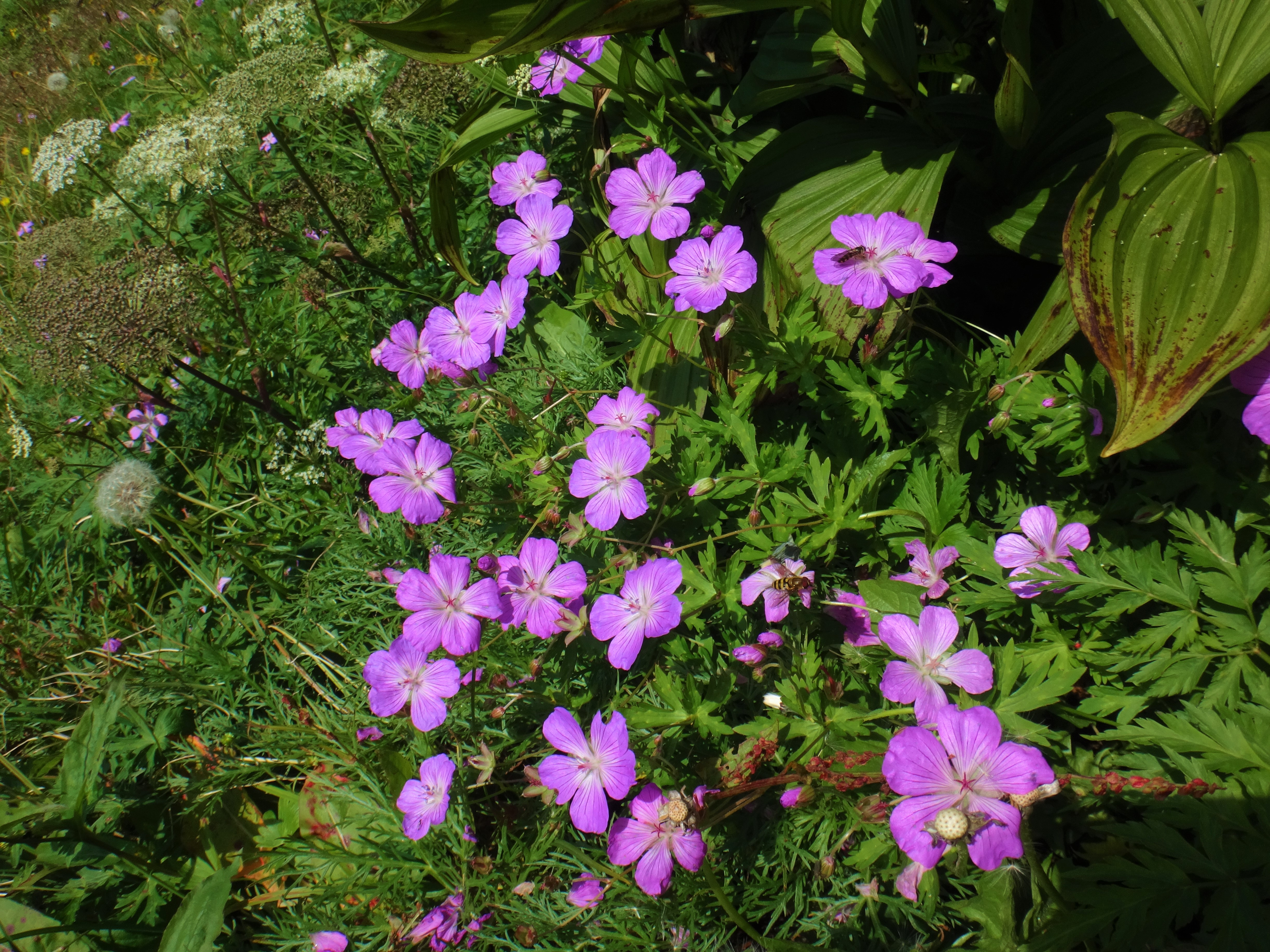
悪沢岳のハクサンフウロ

## 関連文献
- 『三省堂 日本山名事典』三省堂、ISBN 978-4-385-15404-6
- 『日本の山1000』山と渓谷社、ISBN 4-635-09025-6
- 『新日本山岳誌』ナカニシヤ出版、ISBN  4-7795-0000-1
- 『新・分県登山ガイド（改訂版）静岡県の山』山と渓谷社、ISBN  978-4-635-02371-9
- 『南アルプス お花畑と氷河地形』静岡新聞社、ISBN  978-4-7838-0545-8